# Schöningen (gemeindefreies Gebiet)

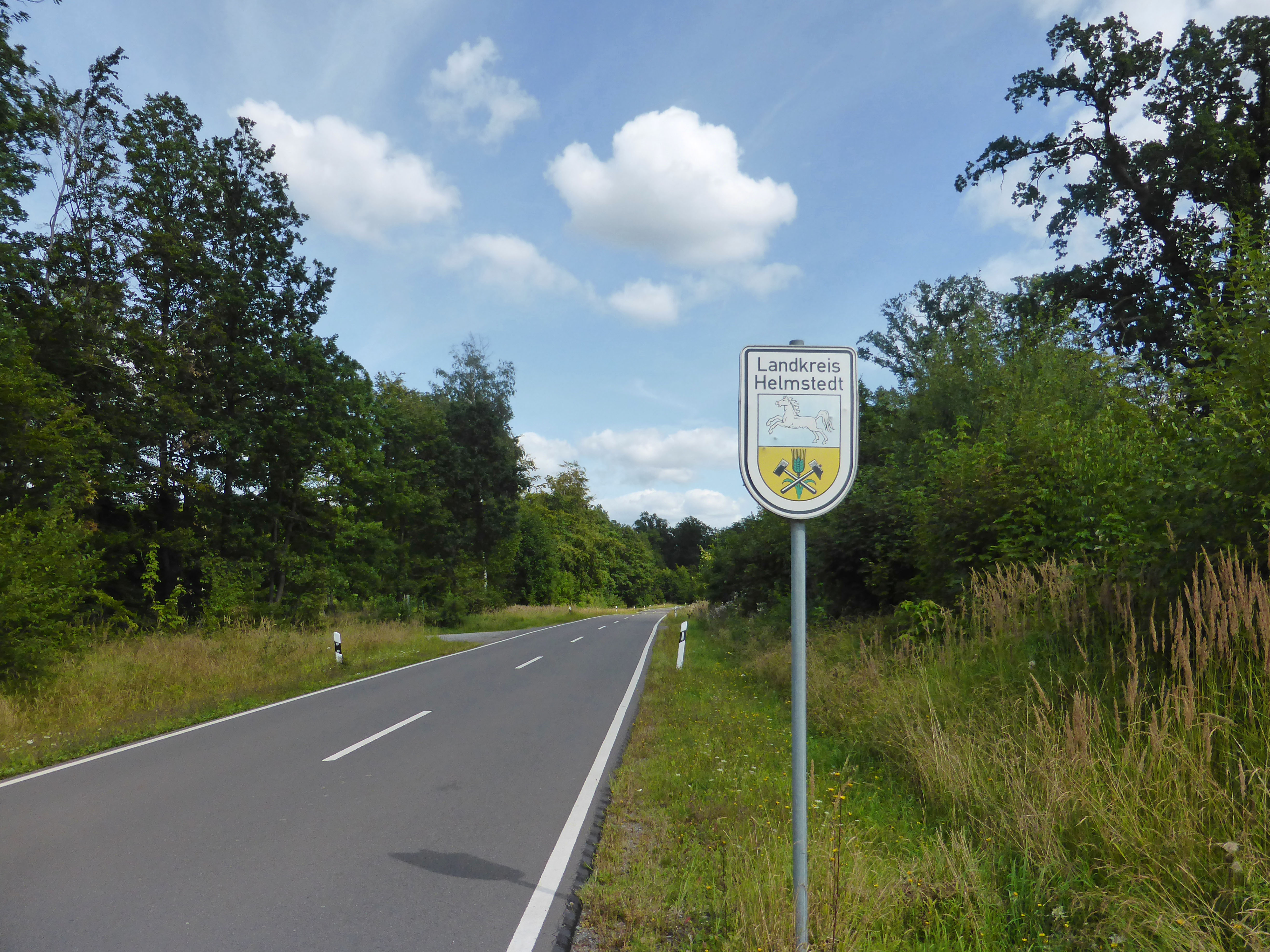
Gemeindefreies Gebiet Schöningen

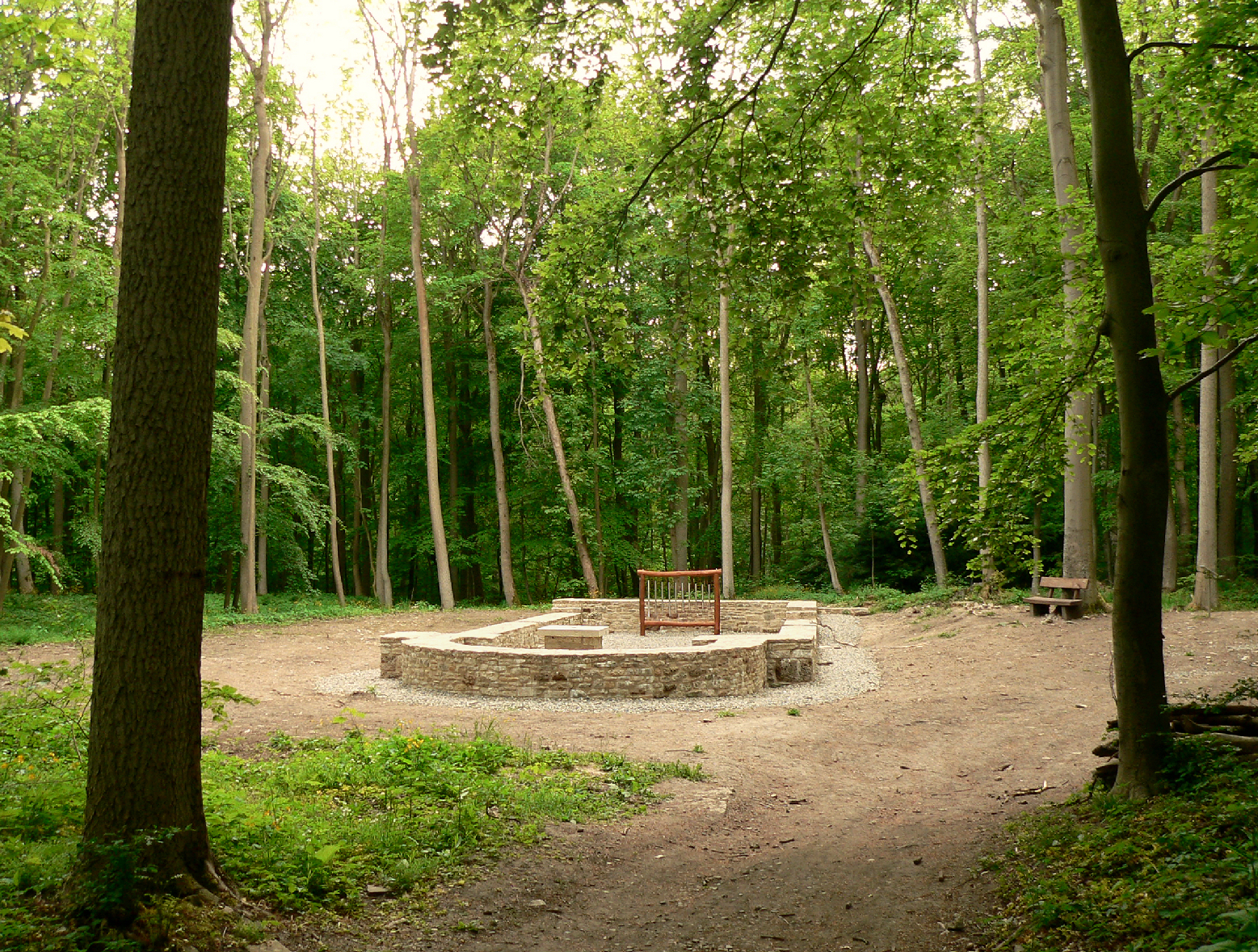
Restaurierte Kirchenfundamente der Elmsburg im gemeindefreien Gebiet Schöningen

Das gemeindefreie Gebiet Schöningen ist eines von fünf gemeindefreien Gebieten im Landkreis Helmstedt, Niedersachsen. Der Name des Gebietes leitet sich von der angrenzenden Stadt Schöningen ab.
Es hat eine Fläche von 11,92 km² und grenzt im Uhrzeigersinn im Norden an die Gemeinden Räbke und Warberg, im Osten an die Stadt Schöningen und im Süden an die Gemeinde Söllingen im gleichen Landkreis. Im Westen besteht eine Grenze zum gemeindefreien Gebiet Voigtsdahlum im Landkreis Wolfenbüttel.
Das gemeindefreie Gebiet ist unbewohnt. Aus statistischen Gründen führt es jedoch den Amtlichen Gemeindeschlüssel 03 1 54 506. Im gemeindefreien Gebiet Schöningen befanden sich die Alte Burg Warberg und die Elmsburg.